# Rustam Emomali
Rustam Emomalii (en tadjik : Рустам Эмомалӣ), né le 19 décembre 1987 à Danghara, est un homme politique tadjik. Il est maire de Douchanbé, la capitale du pays, depuis le 12 janvier 2017, mais également président de l'Assemblée nationale depuis le 17 avril 2020 et président de la Fédération du Tadjikistan de football. Fils du président Emomalii Rahmon, il est régulièrement mentionné comme un possible successeur à son père à la tête de l'État.

## Biographie

### Enfance et carrière footballistique
Né à Danghara, Rustam Emomalii fait des études en relations économique internationales à l'université d'État du Tadjikistan. Il passe également un certain temps en formation avec l'académie du ministère des Affaires étrangères russe.
Durant sa jeunesse, Emomalii est connu par la population de la capitale pour excès de vitesse en voitures de sport en toute impunité et pour son tempérament explosif.
En 2007, Emomalii fonde une équipe de football, l'Istiqlol Douchanbé, qui rencontre rapidement un succès entaché de suspicion.La présidence de l'équipe est donné à l'ami d'enfance de Rustam Emomalii: Shohruh Saidzoda. Pour ce club, Rustam Emomalii joue comme attaquant et remporte le championnat national. En plus d'être titulaire régulier, il assume également le poste de capitaine de l'équipe. Avec l'équipe, il remporte son groupe à la Coupe du président de l'AFC 2010. Des rumeurs de trucages de match entourent le club, entre autres à cause d'un but accordé contre le Ravshan Kulob en 2011 qui cause la controverse. Cette victoire de 1 à 0 sur leur rivaux mène à des émeutes où les policiers sont intervenus alors que la foule se dirigeait vers Emomalii.

### Dirigeant sportif
En novembre 2010, alors qu'il est toujours un membre et propriétaire de l'Istiqlol Douchanbé, Emomalii devient vice-président de la Fédération du Tadjikistan de football à l'âge de 23 ans. Il doit cependant prendre sa retraite sportive pour assumer ses fonctions. Le 5 janvier 2012, Emomalii devient président de la fédération. Il remplace à ce poste le président de la fédération depuis 10 ans: Suhrob Kasimov. Il avait aurapavant été conseillé sur l'équipe nationale. Son ami et président de l'Istiqlol Shohruh Saidzoda devient rapidement vice-président de la fédération et est perçu comme le successeur d'Emomalii à sa tête. Dans les années qui suivent, il se fait également élire au Conseil olympique d'Asie et sur un comité de la FIFA.
Son implication dans le milieu du football ne s'arrête pas lorsque sa carrière politique se développe. En avril 2019, il est élu sans opposition à la tête de la Fédération de football d'Asie centrale en remplacement de l'ouzbek Umed Ahmadjonov. Il annonce au même moment une dérogations fiscales pour les activités liés au football.

### Carrière politique
Le premier poste politique d'Emomalii lui est fourni en 2009 avec la délégation tadjike auprès de l'Organisation mondiale du commerce. Il devient ensuite un haut gradé dans l'Union de la jeunesse. Dès l'année suivante, il siège au conseil municipal de la capitale et sur le comité central du parti présidentiel. En 2013, il prend la tête des services frontaliers après avoir été nommé Major général. En mars 2015, Emomalii devient dirigeant de l'agence anti-corruption du pays. Il est soupçonné que son rôle à l'agence est de protéger ses alliés tout en poursuivant les opposants au régime.
En 2016, la constitution tadjike est modifié pour réduire l'âge d'éligibilité à la présidence de cinq ans. Le nouvel âge étant 30 ans, il est généralement accepté que l’amendement est introduit pour permettre à Emomalii, qui a alors 29 ans, de devenir président au besoin. Cet amendement est adopté concurremment à un autre amendement exemptant son père aux limites de mandats présidentielles imposés par la constitution.
Emomalii devient maire de Douchanbé le 12 janvier 2017 et remplace à ce poste Mahmadsaid Ubaydulloyev, maire depuis 19 ans. Le 19 avril 2017, il devient président du conseil de la capitale tout en gardant son poste de maire de la ville. Cette nomination survient à la suite d'une victoire d'Emomalii à une élection partielle pour le conseil de ville. Lors de cette élection partielle, il récolte 86,89% des voix face à Fazliddin Ikromov du parti agraire et Hikmatullo Saidiyon du parti démocrate. Il est de nouveau candidat dans cette circonscription en 2020.
Bien qu'il soit un élu local et non national, Emomalii représente son pays dans des rencontres internationales. En décembre 2019, il rencontre le président ouzbek Shavkat Mirziyoyev pour discuter de futures collaborations entre les capitales tadjike et ouzbek.
Le 27 mars 2020, il est élu membre de l'Assemblée nationale. Son élection à la présidence de la chambre haute a lieu lors de la session inaugurale le 17 avril suivant et fait de lui le second personnage de l'État après son père,,. Il remplace ainsi le même Ubaydulloyev qu'Emomalii avait déjà remplacé comme maire de Douchanbé en 2017,. Il rejoint alors sa sœur Ozoda Rahmon qui siège à l'Assemblée nationale depuis mai 2016 et considérée comme une rivale de Rustam Emomalii à la succession de son père.
Cette rapide ascension alimente les soupçons de succession dynastique à la tête de l'État en vue de la présidentielle d'octobre 2020,.

## Vie privée
Rustam Emomalii est le fils du président Emomalii Rahmon et de la première dame Azizmo Assadoulloyeva. Il a un frère nommé Somon et sept sœurs nommées Firouza, Ozoda, Rouhchona, Tahmina, Parvina, Zarrina et Farzona. Tous ses frères et sœurs sont mariés à des personnalités politiques, bureaucratiques ou économiques puissantes de la région de Kulob et Danghara. Sa sœur Ozoda est la chef de cabinet du président.